# Push-Button Kitty
Push-Button Kitty es un cortometraje animado dirigido por William Hanna y Joseph Barbera, fue estrenado el 6 de septiembre de 1952 por Metro-Goldwyn-Mayer. La animación estuvo a cargo de Carl Urbano, Tony Pabian, Jack Zander, Pete Burness y Bob Allen. El cortometraje es famoso por ser la última aparición de Mammy Two Shoes.

## Sinopsis
La historia comienza con Mammy Two Shoes barriendo y Tom acostado en el piso con una almohada, luego pasa Jerry con un trozo de queso por delante de Tom, éste lo mira sin reaccionar, lo cual enfurece a Mammy. En ese momento, suena el timbre: es el cartero con un paquete que contiene un gato robot que Mammy había comprado para reemplazar a Tom. Tanto este como Jerry se ríen al ver el robot, pero Mammy lo enciende, sacando en cinco segundos al ratón de la casa. Entristecido, Tom se va de la casa, mientras Mammy lo califica de anticuado. 
Jerry intenta una y otra vez entrar, pero Mecano lo detiene, hasta que introduce unos ratones de cuerda que alborotan a Mecano, que sale de control destruyendo los muebles. Mammy, desesperada, llama de vuelta a Tom. Cuando este llega, Mecano choca contra la pared, saliendo el motor, que Tom traga accidentalmente. En ese momento Mammy asume que es mejor tener un gato real que una imitación.
En ese momento, Jerry activa el motor y Tom comienza a actuar como Mecano.

## Trivia
Esta es la última aparición de Mammy Two Shoes.
- Datos: Q7261717